# Kabinett Jess
Das Kabinett Jess bildete vom 18. Juni 1945 bis zum 6. Juli 1945 die von der westalliierten Militärverwaltung eingesetzte Landesregierung im von amerikanischen und britischen Truppen besetzten westlichen Teil von Mecklenburg. Nach der Räumung dieses Gebiets durch die Westalliierten und der Übergabe an die Sowjetunion wurde die Teilregierung durch das Kabinett Höcker I abgelöst.

## Kabinett
| Amt                                                                                  | Name              |
| ------------------------------------------------------------------------------------ | ----------------- |
| Staatsminister                                                                       | Hanns Jess        |
| Hauptverwaltung, Abteilung Finanzen (ab Juni 1945 einschließlich Hochbauverwaltung)  | Max Suhrbier      |
| Abteilung Inneres Verwaltung Volksbildung                                            | Reinhold Lobedanz |
| Abteilung Hochbauwesen (bis Juni 1945, dann eingegliedert in die Abteilung Finanzen) | Hermann Oeding    |
| Abteilung Landwirtschaft und Forsten1                                                | Ulrich Pagel      |
| Landes-Wirtschafts- und Ernährungsamt                                                | Kurt Fischer      |
| Landesarbeitsamt                                                                     | Carl Moltmann     |
| Abteilung Justizverwaltung, ab 2. Juli 19452                                         | Willy Müller      |

1 Zusammenführung der im Oktober 1943 geschaffenen eigenständigen Fachabteilungen Landwirtschaft und Domänen, Landesforstverwaltung sowie Siedlung und Umlegung.

2 Am 1. Juli 1945 bestimmte Staatsminister Jess die Übernahme der bislang von der Reichsjustizverwaltung übernommenen Aufgaben durch das Land Mecklenburg und ordnete die Einrichtung einer Abteilung Justizverwaltung an.